# 尾張四観音

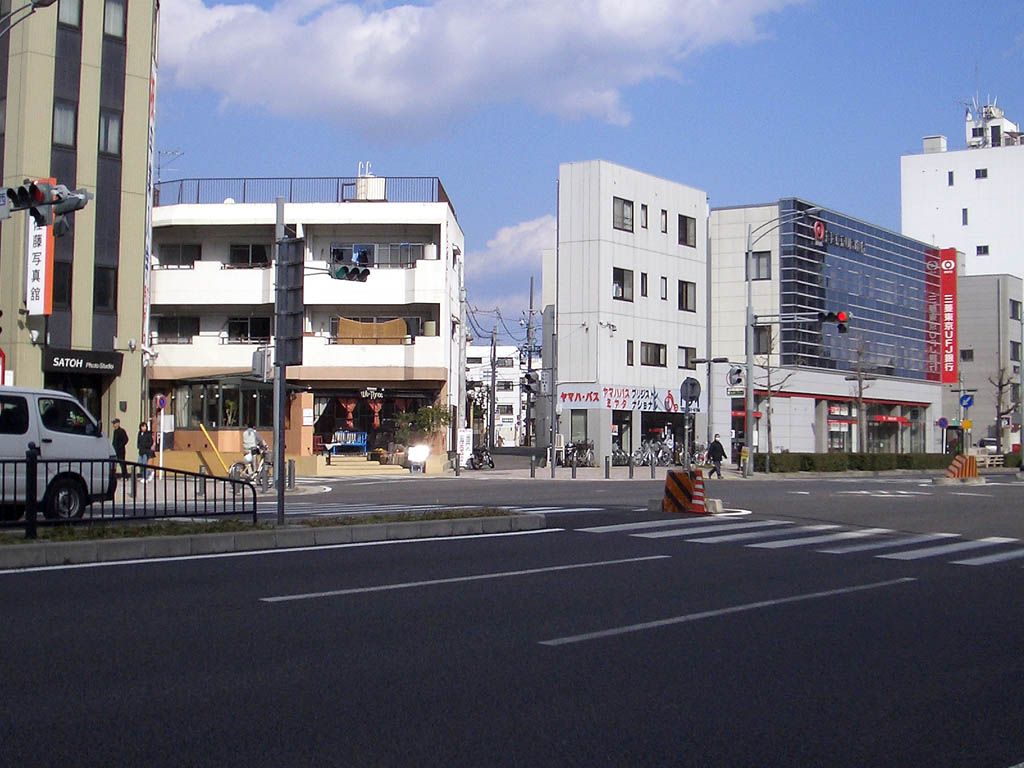
四観音道（愛知県名古屋市千種区覚王山通にて）

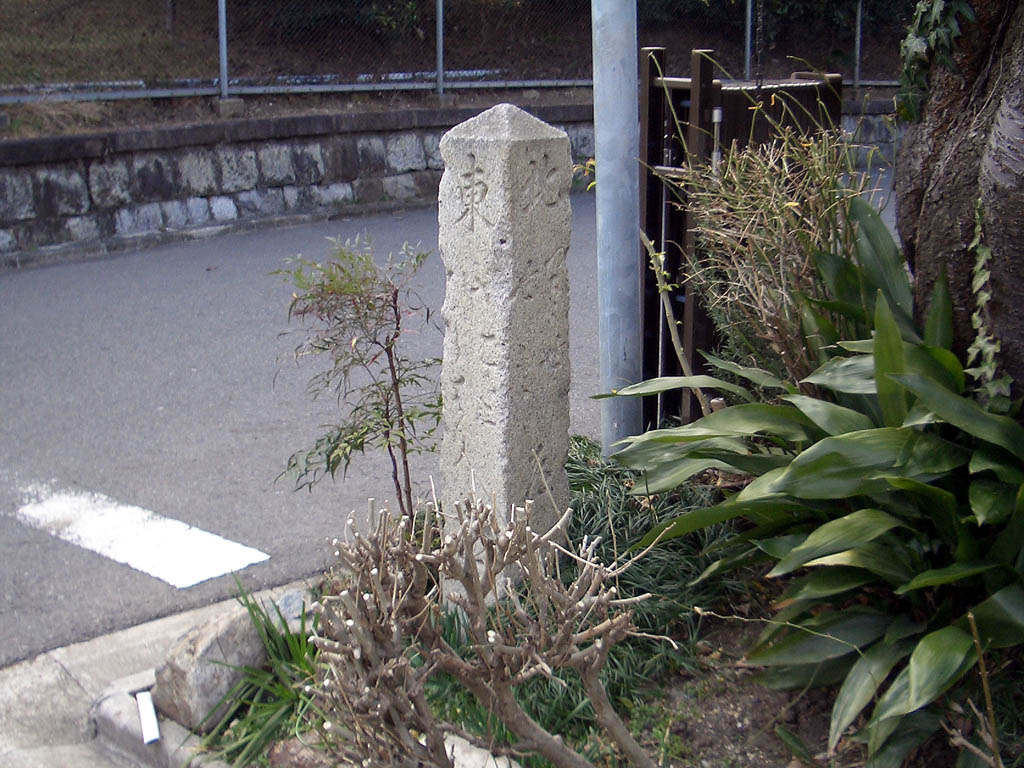
四観音道道標（愛知県名古屋市千種区下方町）

尾張四観音（おわりしかんのん）は、尾張国の代表的な四つの観音寺を指す言葉である。いずれの寺も開基から千数百年以上を経た古刹である。

## 四観音
| 氏名     | 氏名 | 宗建年 | 所在地                               | 宗派         | 本尊       |
| -------- | ---- | ------ | ------------------------------------ | ------------ | ---------- |
| 荒子観音 |      | 729年  | 愛知県名古屋市中川区荒子町字宮窓138  | 天台宗       | 聖観音     |
| 甚目寺   |      | 597年  | 愛知県あま市甚目寺東門前24番地       | 真言宗智山派 | 聖観音     |
| 龍泉寺   |      |        | 愛知県名古屋市守山区竜泉寺1丁目902   | 天台宗       | 馬頭観音   |
| 笠覆寺   |      | 733年  | 愛知県名古屋市南区笠寺町上新町83番地 | 真言宗智山派 | 十一面観音 |

## 概要
徳川家康が名古屋城の築城に際し、城から見て鬼門の方角にある上記4寺を鎮護として定めたとされる。ちなみに、大須観音は、江戸時代初期に家康の命により美濃から現在地に移転した比較的新しい寺であり、四観音には列しない。
それぞれの観音を結ぶ道として四観音道があったが、このうち笠寺と竜泉寺を結ぶ道の一部が現存し、千種区内の地名にもなっている。また、道中には明治時代に立てられたと伝えられる道標が一基残っており、「東　やごと　ひらばり　西　あらこ　南　あつた　かさでら　北　せと　りゅうせんじ」と刻まれている。 

## 節分での四観音
名古屋城を中心にほぼ四方に分散する形で立地しており、毎年節分の時期になると四寺とも節分祭（会）を行なうのだが、中でもその寺が（名古屋城を中心として見て）恵方（北北西 / 甚目寺観音・東北東 / 竜泉寺観音・南南東 / 笠寺観音・西南西 / 荒子観音）に当たる年には、特に盛大な節分祭（会）が行なわれる。
尾張四観音の節分の恵方は、笠寺観音（1）、龍泉寺（2）、荒子観音寺（3）、笠寺観音（4）、甚目寺観音（5）の順番に、5年で一巡するようになっている。
尾張四観音の恵方の寺に参拝に行くと、利益（りやく）が多いという風習が名古屋にはある。
また、昭和30年代に名古屋城と同じ中区に位置する大須観音が自らを「中心恵方」と称したのが現今で浸透したために、恵方の中心が名古屋城か大須観音かが疑問とされる事がある。尾張四観音の各寺では旧来から変わらず名古屋城を中心としており、また大須観音や成田山萬福院などがかかげる「中心恵方」には関知していないことから、尾張四観音の中心（名古屋城）とこれらの「中心恵方」とはそれぞれ別個のものと理解するのが妥当である。